# ديكاميرون (فلم 1971)
ديكاميرون (بالإيطالية: Il Decameron) هو فيلم من إنتاج عام 1971 للمخرج الإيطالي بيير باولو باسوليني، مقتبس من رواية «الديكاميرون» التي كتبها جيوفاني بوكاتشيو. إنه الفيلم الأول من ثلاثية الحياة لباسوليني، والآخرون هم «حكايات كانتربري The Canterbury Tales» و«الليالي العربية Arabian Nights».
تحتوي الحكايات على الكثير من العري والجنس والتهريج والفكاهة. دخل الفيلم في مهرجان برلين السينمائي الدولي الحادي والعشرين، حيث فاز بجائزة الدب الفضي الاستثنائي للجنة التحكيم.

## طاقم التمثيل
- فرانكو جيتي: في دور سيابليتو
- نينيتو دافولي: في دور أندريوتشيو بيروجيا
- يوفان يوفانوفيتش: في دور روستيكو (تم حذف مشاهد هذه الشخصية)
- فينتشنزو أماتو: في دور ماسيتو من لامبورشيو
- أنجيلا لوس: في دور بيرونيلا
- جوزيبي زيغاينا: في دور راهب
- بيير باولو بازوليني: في دور تلميذ جيوتو
- فينسينزو فيريجنو: في دورجيانيلو
- غابرييلا فرانكل /

فنسنت كريستو / جورجيو يوفين / سلفاتوري بيلاردو / لويجي سيرابونتي / انطونيو ديديو / ميريلا كاتانيزي.

## أحداث الفيلم
تم تصوير الفيلم باللهجة النابولية بناءً على طلب المخرج، ويعرض مجموعة متنوعة من القصص الموجودة في كتاب جيوفاني بوكاتشيو، وهي مرتبطة بتلميذ الرسام جيوتو (الذي لعب دوره المخرج بازوليني بنفسه) الذي وصل إلى نابولي ليرسم رسومات جدارية.
القصة الأولى: يتعرض الشاب الثري أندريوتشيو من بيروجيا للغش على يد مواطنة من نابولي ويسقط في حوض من الفضلات.
القصة الثانية: تشجع بعض الراهبات الشاب ماسيتو دا لامبوركيو الأصم الأبكم على ممارسة الجنس معهن.
القصة الثالثة: بينما بيرونيلا تمارس الجنس مع عشيقها، يعود زوجها إلى المنزل بشكل غير متوقع، ويختبئ العشيق في قدر كبير بينما يكشف الزوج أن لديه مشتريًا للقدر.
القصة الرابعة: تدور أحداثها في فرنسا، حيث يتم إرسال تاجر لعقد صفقة، وهو الذي كرس روحه للخطيئة والإغواء والربح. يعاقبه الله بمرض خطير. يرقد على فراش الموت ويريد أن يعترف ويدعو راهبًا ليخبره بعدة أكاذيب تجعله يبدو نقيًا للغاية. بسبب هذه الأكاذيب، يعتبره الناس رجلاً مقدسًا وبعد وفاته، يتم تبجيله كقديس.
القصة الخامسة: تمكث شابة مع عشيقها طوال الليل، وفي الصباح يكتشف والد الفتاة ووالدتها الفتاة والعاشق عاريين، ومع ذلك، يتعرفون على الشاب الثري، الذي سوف يكسبهم زواجه مبلغًا كبيرًا من المال من خلال المهر، ويسمحوا لابنتهم بالزواج منه.
القصة السادسة: تدور أحداثها في صقلية حيث تقع الفتاة الثرية إليزابيث في حب لورينزو، ويكتشف إخوتها ما حدث، ويقتلوا لورنزو من أجل إنقاذ شرف الأسرة، ويقوموا بدفن الجثة بعيدًا عن المنزل، لكن إليزابيث تنقل جثة حبيبها من خلال حلم.
القصة السابعة: يخدع طبيب سيدة ارملة لتصدق أنها يمكن أن تتحول إلى حصان ثم تعود إلى إنسان، حتى يمكن استخدامها في زرع حقول مزرعة زوجها.
القصة الثامنة: تتضمن شخصيتين من نابولي يتفقان على إخبار بعضهما البعض عن الجنة أو الجحيم عندما يموتان.
تعود القصة الأخيرة إلى تلميذ الرسام جيوتو الذي أكمل رسمه الجداري الذي يوضح قصص من الفيلم.

## استقبال الفيلم
كان الفيلم هو ثالث أكثر الأفلام شعبية في إيطاليا عام 1971 حيث شاهده عدد 11167557 مشاهد، وكان الفيلم الحادي والعشرين الأكثر شعبية في إيطاليا على الإطلاق ويحتل المرتبة 25 حاليًا.

## وصلات خارجية
- مقالات تستعمل روابط فنية بلا صلة مع ويكي بيانات